# Мятеж ЧВК «Вагнер»
Мятеж ЧВК «Ва́гнер», также мятеж Приго́жина — вооружённое выступление военизированного формирования ЧВК «Вагнер» 23—24 июня 2023 года, начавшееся с заявлений владельца компании Евгения Пригожина, направленных против Минобороны РФ, которое было расценено российскими властями как попытка мятежа.
23 июня 2023 года Пригожин заявил о нанесении российскими военными ракетного удара по тыловым лагерям ЧВК «Вагнер», принимавшего участие во вторжении России на Украину; Минобороны назвало это заявление «информационной провокацией». Вечером того же дня Пригожин объявил, что собирается осуществить «марш справедливости», отрицая замысел военного переворота. После этого в отношении него было возбуждено уголовное дело по статье 279 УК РФ («Вооружённый мятеж»).
В ходе мятежа наёмники, не встретив сопротивления, взяли под контроль Ростов-на-Дону, въехав в город в том числе и на танках, затем в течение дня с минимальным сопротивлением прошли Воронежскую и Липецкую области, направляясь к Москве, при этом сбили 1 самолёт и 6 вертолётов армии РФ, 15 военнослужащих были убиты. В нескольких регионах, в том числе в Москве, был объявлен режим контртеррористической операции.
Вечером 24 июня, при посредничестве президента Беларуси Александра Лукашенко, Евгений Пригожин договорился с федеральной властью России о прекращении мятежа, остановке продвижения подразделений ЧВК «Вагнер» к Москве и их возвращении в места дислокации. Пресс-секретарь президента Путина Дмитрий Песков заявил, что уголовное дело против Пригожина будет прекращено, а сам он может беспрепятственно уехать в Беларусь. Утром 27 июня уголовное преследование было прекращено. Через два месяца после мятежа Пригожин погиб в авиакатастрофе в Тверской области.

## Предпосылки

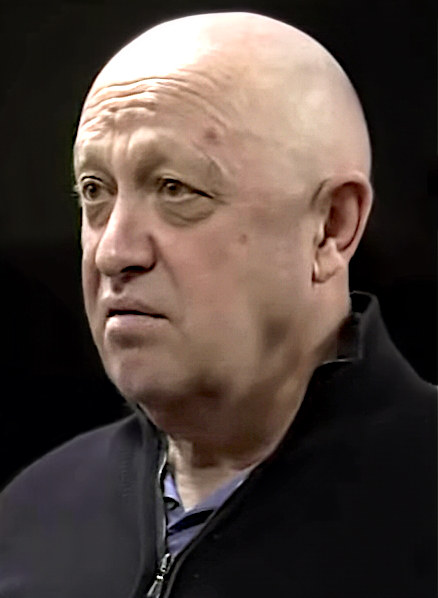
Евгений Пригожин

На фоне российского вторжения на Украину в 2022 году произошёл резкий взлёт влияния Евгения Пригожина и ЧВК «Вагнер». Если в 2017—2018 годах численность данной ЧВК оценивалась в несколько тысяч бойцов, то к январю 2023 года, по оценкам западных разведок, она достигла 50 тысяч бойцов.
По сведениям издания Meduza, накануне полномасштабной войны с Украиной у Пригожина сложились напряжённые отношения с российским руководством: Пригожин конфликтовал и с Минобороны РФ, и с Администрацией президента России; он критиковал Шойгу за «устаревшие методы» в ходе военной операции в Сирии, Шойгу, в свою очередь, не нравилось обеспечение питанием российской армии со стороны компаний Пригожина.
Рост влияния ЧВК «Вагнер» происходил вследствие провала первоначальных планов российского руководства по быстрому разгрому Украины. В первые месяцы вторжения армия РФ несла значительные потери, при этом российский президент Владимир Путин откладывал потенциально непопулярную мобилизацию. Вместо этого власти начали активно привлекать к участию в боевых действиях наёмников. Пригожин получил значительные ресурсы, включая собственную авиацию, и право набирать российских заключённых в ЧВК «Вагнер». Последняя фактически превратилась в частную армию Евгения Пригожина, действующую вне российского законодательства и вне военной иерархии РФ. Минобороны РФ и российский Генштаб были недовольны этой ситуацией и начали пытаться ограничить растущее влияние Пригожина; Пригожин же начал публично в резких выражениях критиковать Минобороны РФ.
За месяц до мятежа, в конце мая ЧВК «Вагнер» заказала снимки российских территорий от границы с Украиной до Москвы. Среди снятых спутниками объектов был штаб Южного военного округа в Ростове-на-Дону, а также Грозный.
Эксперты Фонда Карнеги считают, что непосредственным поводом к мятежу стал приказ министра обороны РФ Сергея Шойгу об обязательном заключении контрактов добровольческими батальонами и другими соединениями, к которым относится и ЧВК «Вагнер», с Минобороны, поддержанный Владимиром Путиным 13 июня 2023 года. Все военизированные соединения вне состава ВС РФ должны были подписать контракт с Минобороны до 1 июля. Это грозило Пригожину потерей его главного силового актива и растворением его армии в ВС РФ.
Днём 23 июня Евгений Пригожин выпустил большое интервью с резкими обвинениями в адрес руководства Министерства обороны, в котором заявил, что перед началом полномасштабного вторжения России на Украину министерство обороны намеренно обманывало российскую общественность и Владимира Путина относительно готовящегося наступления ВСУ при поддержке НАТО в 2022 году и росте украинской военной агрессии. Пригожин предполагал, что президент Украины Владимир Зеленский был готов к переговорам, однако российское руководство отказалось от них ввиду своих «максималистских позиций». Также он обвинил олигархов и российское военное руководство в начале военной кампании ради получения активов оккупированных украинских территорий, более высоких воинских званий, военных наград и «саморекламы».

## Выступление

Часть красной символики, замеченной на технике ЧВК «Вагнер» во время мятежа; один из символов российского вторжения на Украину

23 июня в Телеграм-каналах, связанных с ЧВК «Вагнер», распространилась видеозапись, сделанная, как утверждалось, Евгением Пригожиным, на месте ракетного удара по лагерю наёмников (издание Meduza 24 июня выпустило статью-разоблачение с утверждением того, что удар по лагерю ЧВК является постановкой). Вечером того же дня Евгений Пригожин заявил о начале вооружённого конфликта с Минобороны. Сообщение появилось в телеграм-канале его пресс-службы. Пригожин призвал аудиторию присоединиться к конфликту против Минобороны, обвинил Шойгу в том, что тот использовал артиллеристов и вертолёты для нанесения удара по позициям ЧВК и после якобы «трусливо бежал в девять вечера из Ростова-на-Дону». Минобороны России отвергло обвинения в нанесении удара по тыловым лагерям ЧВК «Вагнер».
По словам Евгения Пригожина, днём 23 июня он написал в Следственный комитет заявление на Сергея Шойгу и Валерия Герасимова из-за их ответственности «за геноцид русского народа». Вечером 23 июня 2023 года Евгений Пригожин обвинил Минобороны России в убийстве наёмников ЧВК «Вагнер», обозвал министра обороны Российской Федерации Сергея Шойгу «тварью» и заявил: «Нас 25 тысяч, и мы идём разбираться, почему в стране творится беспредел», назвав это «маршем справедливости». По мнению Евгения Пригожина, удар по его бойцам был нанесён с тыла. В ответ на это против Евгения Пригожина было возбуждено уголовное дело по статье 279 УК РФ («Вооружённый мятеж»).
Дмитрий Песков отметил, что «Кремль в курсе ситуации вокруг Пригожина» и «все необходимые меры принимаются». Телеканал «Россия 24» прервал эфир, чтобы зачитать комментарий Минобороны о том, что слова основателя «ЧВК Вагнер» Пригожина «не соответствуют действительности».
В Москве были усилены меры безопасности. По тревоге были подняты подразделения ОМОН и СОБР. Ночью в Москве и Ростове-на-Дону были замечены военная техника и автоматчики. Некоторые улицы в центре Ростова-на-Дону были перекрыты. Сайт 161.ru сообщал со ссылкой на очевидцев, что военные начали перекрывать въезды в город по федеральным трассам. В частности, были перекрыты северный и западный въезды.
В начале ночи с 23 на 24 июня в телеграм-канале «военкора» Андрея Руденко были опубликованы обращения генералов Сергея Суровикина и Владимира Алексеева. Суровикин призвал вагнеровцев «остановиться» и не принимать участия в мятеже. Алексеев заявил, что действия наёмников — это государственный переворот, и назвал их «ударом в спину стране и президенту». По данным разведки США, Суровикин знал о готовящемся восстании, которое в статье The New York Times называется попыткой силой сменить руководство Минобороны.

## Реакция федеральных властей

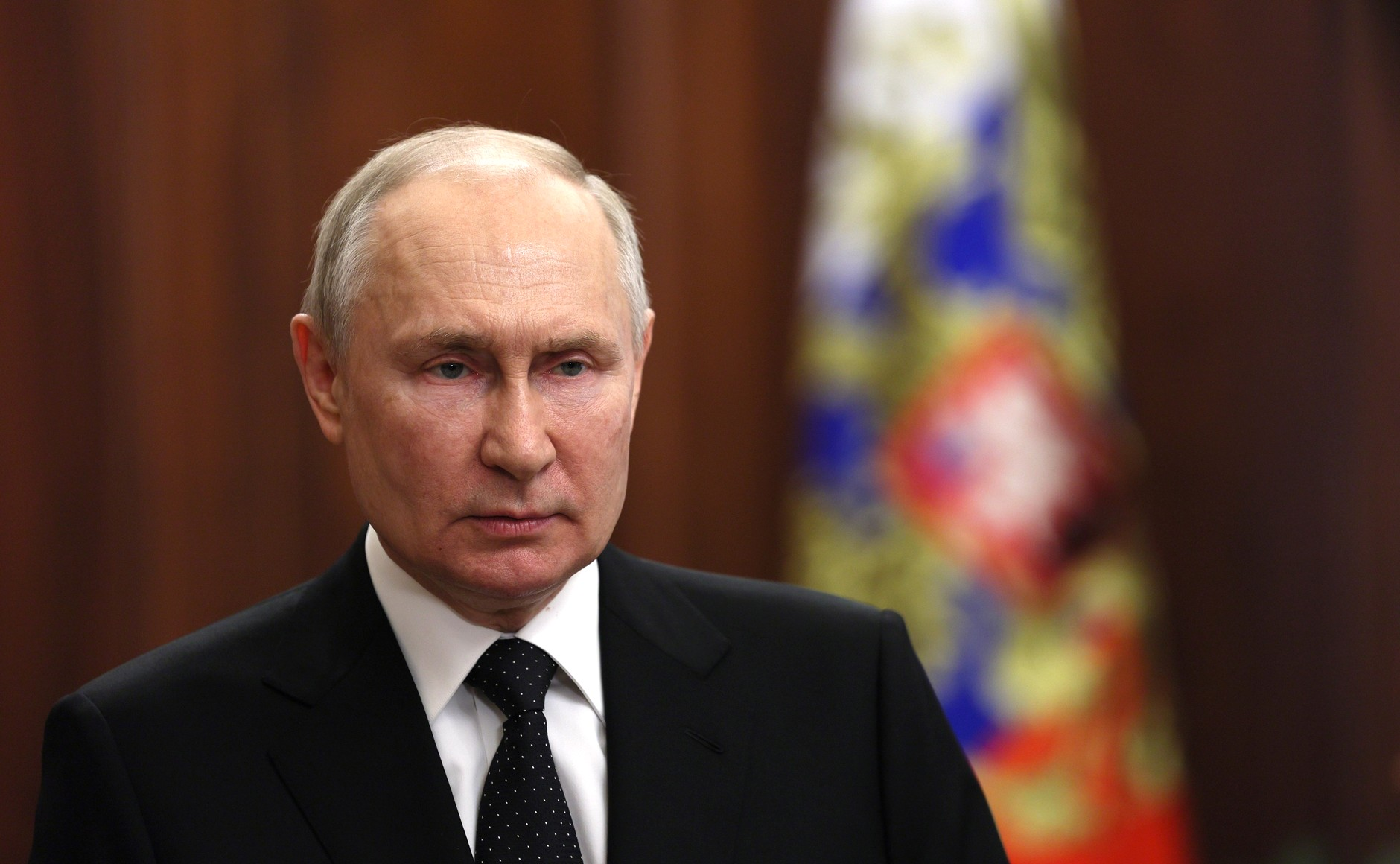
Президент России Владимир Путин во время обращения по поводу мятежа

В 01:30 24 июня по московскому времени на Первом канале вышел экстренный новостной выпуск длительностью в несколько минут. Ведущая Екатерина Андреева зачитала официальные сообщения Минобороны и ФСБ, в которых приказы Пригожина названы «преступными и предательскими». В ответ Пригожин обвинил Шойгу, посылающего, по его мнению, необученных солдат, в том числе срочников, на войну, в «убийстве детей». При этом Пригожин заявил, что если кто-то встанет у него на пути, то «мы уничтожим всех».
Ночью в российских социальных сетях начали блокировать их группы, материалы, связанные с Пригожиным, и ресурсы его медиагруппы «Патриот». Также СМИ холдинга стали недоступны для пользователей некоторых провайдеров, а маркетплейсы стали скрывать товары с символикой группы «Вагнера». Российские провайдеры начали блокировку Google News, отметили «Важные истории». Доступ к ресурсу оставался только у 25 % пользователей. Как написал IT-эксперт Михаил Климарёв, блокировки подтвердились для регионов: Москва, Московская область и Ростовская область.
В городах стали убирать баннеры, призывающие стать наёмником ЧВК Вагнера.
В 9 часов утра Минобороны России опубликовало обращение к наёмникам из ЧВК «Вагнер» с призывом к проявлению «благоразумия». В обращении утверждалось, что бойцов обманом втянули в вооружённый мятеж, многие уже «осознали свою ошибку».
Около 10 часов Владимир Путин в ходе обращения по государственным телеканалам назвал мятеж «предательством» и «изменой», а также «ударом в спину», сравнив ситуацию с 1917 годом, и пообещал, что все, кто встал на путь мятежа, «понесут неминуемое наказание». Участников вооружённого выступления Путин разделил на «героев, сражающихся на фронте», и на предавших их мятежников — «их имя и славу предали те, кто организовал мятеж»; при этом имя Евгения Пригожина и название ЧВК «Вагнер» ни разу упомянуты не были. Руководители регионов и депутаты Госдумы после обращения Владимира Путина начали публиковать в своих социальных сетях однотипные посты в его поддержку. Заместитель председателя Совбеза РФ Дмитрий Медведев заявил, что на стороне мятежников участвуют и бойцы, ранее проходившие службу в элитных частях Вооружённых сил России.
Евгений Пригожин прокомментировал обращение Владимира Путина: «По поводу предательства родины президент глубоко ошибся… И никто не собирается по требованию президента, ФСБ или ещё кого-нибудь прийти с повинной».

## Ситуация в регионах

### Ростовская область

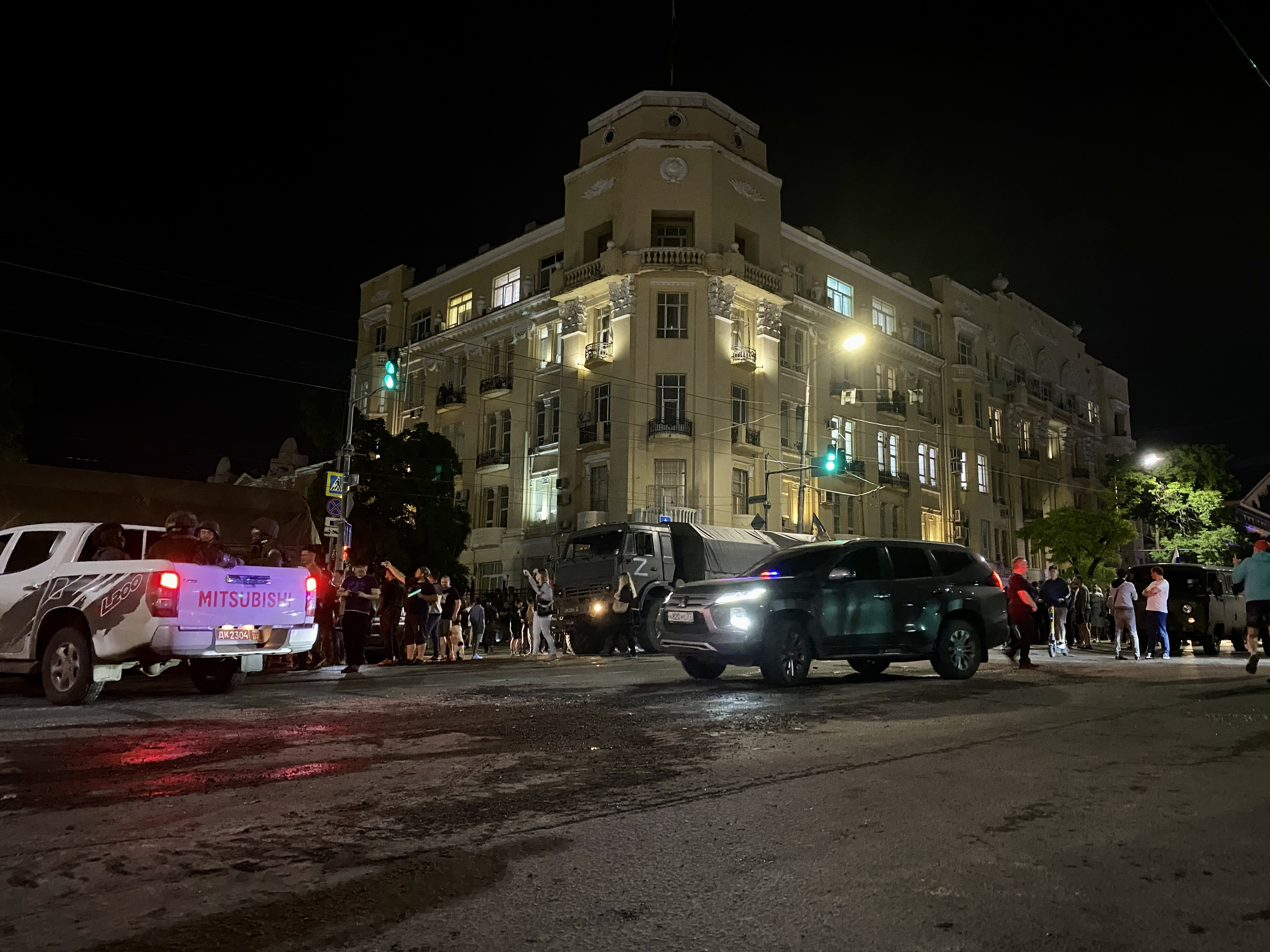
Здание штаба МО в Ростове во время мятежа

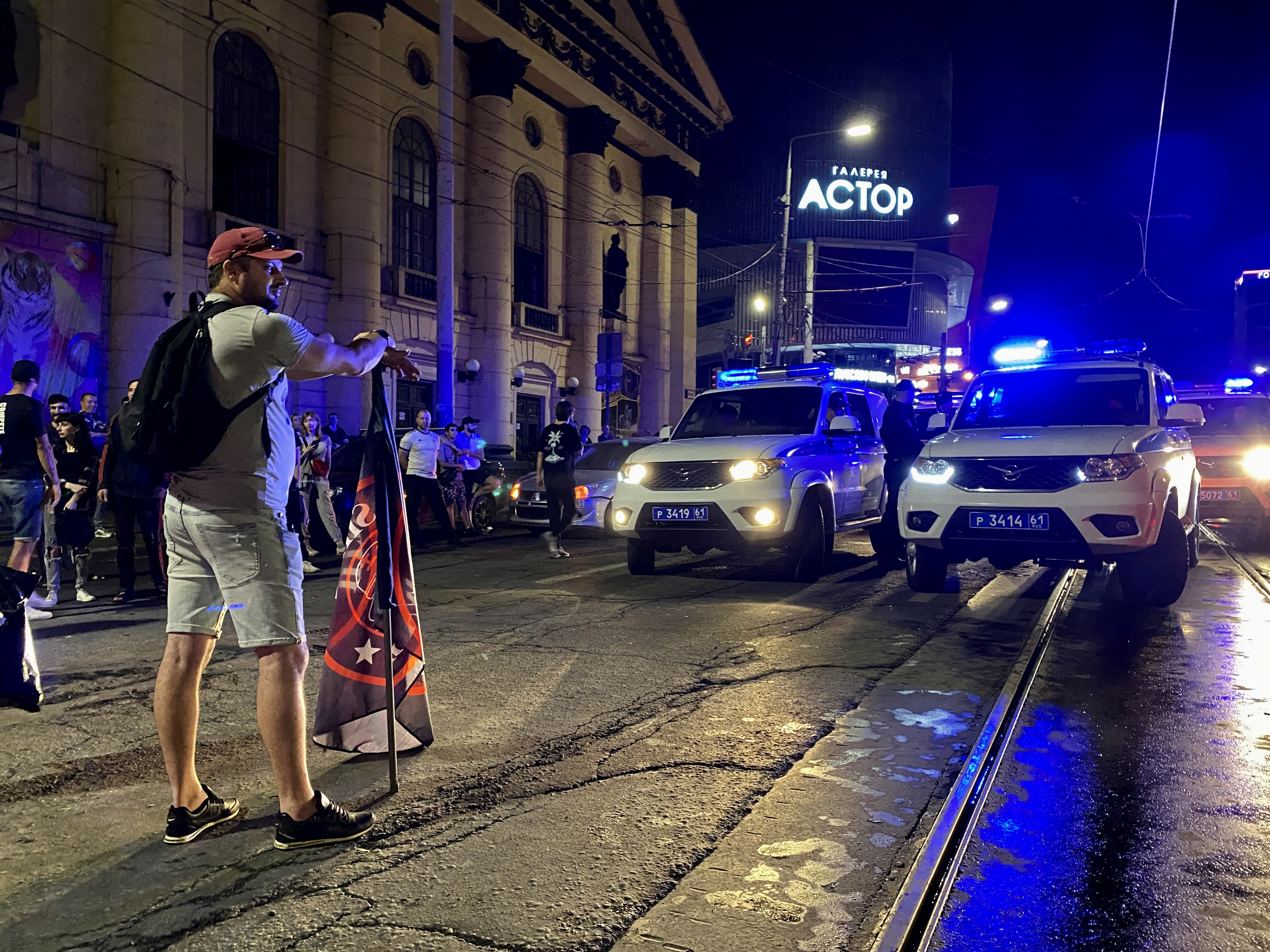
Мужчина с флагом ЧВК «Вагнер» напротив полицейских машин на Будённовском проспекте в Ростове-на-Дону

По данным Военной разведки Великобритании, бойцы ЧВК «Вагнер» перешли границу из оккупированных Россией частей Украины как минимум в двух местах. Ночью 24 июня Евгений Пригожин заявил, что его отряды входят в Ростов-на-Дону. Он утверждал, что солдаты срочной службы ВС РФ, которые должны были помешать продвижению войск ЧВК «Вагнер», «отошли в стороны».
Британская разведка в своей ежедневной публикации отмечала, что вагнеровцы «почти наверняка» заняли ключевые объекты безопасности в Ростове-на-Дону, включая штаб Южного военного округа, который руководит российскими военными операциями на Украине. В штабе Южного военного округа Евгений Пригожин встретился с заместителем министра обороны Юнус-Беком Евкуровым и первым заместителем начальника Главного управления (разведки) Генерального штаба Владимиром Алексеевым. В разговоре Пригожин заявил, что, пока он не «получит» начальника Генштаба Валерия Герасимова и министра обороны Сергея Шойгу, его бойцы будут «блокировать город Ростов» и «идти в Москву». Отдельно Пригожин заявил о контроле над военными объектами Ростова-на-Дону и что действия ЧВК «Вагнер» не препятствуют продолжению войны России с Украиной.
По данным главы фонда «Русь Сидящая» Ольги Романовой, одновременно с входом «вагнеровцев» в Ростов произошёл бунт заключённых в ИК-2, после чего туда был введён тюремный спецназ.
Власти Ростовской области ещё в 4 утра просили жителей не выходить из дома, тем не менее в центре города было многолюдно. Магазины в Ростове-на-Дону сократили часы работы, возник дефицит продовольственных товаров. На автозаправках возникли очереди, на пригородном железнодорожном вокзале образовались очереди из желающих уехать. Главный городской автовокзал продолжал работать, однако сообщалось об отмене всех автобусных рейсов на 24 июня и приостановке продажи билетов.
По данным издания «Новая газета Европа», наёмники ЧВК блокировали сотрудников СОБР и ОМОН на их базах, сотрудники Росгвардии блокированы в своих машинах для перевозки бойцов. ЧВК создал оборонительный периметр в центре города у ключевых зданий. Утром Рамзан Кадыров заявил, что в «зону напряжённости» выехали бойцы Минобороны и Росгвардии по Чеченской республике. Днём колонну «кадыровцев», в которой были бронетехника, легковые автомобили и военные грузовики, заметили в районе посёлка Матвеев Курган, находящегося в 50 км от Таганрога. Ранее наёмники ЧВК «Вагнер» перегородили въезд в Ростов-на-Дону со стороны Таганрога. В районе 16 часов колонны полка «Ахмат» въехали в Ростов.

### Воронежская область
После пересечения в ночь на 24 июня границы между Луганской областью и Ростовской областью одна из групп ЧВК «Вагнер» вместе с Пригожиным отправилась к Ростову-на-Дону, другие подразделения ЧВК начали продвигаться на север через Воронежскую область в сторону Москвы. Утром появились сообщения о движении военной техники неизвестной принадлежности по федеральной трассе М-4 «Дон» в сторону Воронежа. Губернатор Воронежской области Александр Гусев сначала назвал информацию о продвижении военной техники ЧВК «Вагнер» «недостоверной» и пригрозил уголовной ответственностью за её распространение. Позднее губернатор сообщил об отмене всех ближайших массовых мероприятий в регионе и перекрытии трассы M4 «Дон» на участке с 464-го по 777-й км. Утром Национальный антитеррористический комитет (НАК) объявил о введении в области режима контртеррористической операции.
В районе полудня губернатор написал, что в области проводятся «оперативно-боевые мероприятия». СМИ сообщали об атаках авиации на колонну ЧВК, когда та двигалась по объездной дороге мимо Воронежа. Авиацией был уничтожен грузовик (неизвестно, принадлежал ли он ЧВК). Ответным огнём был сбит вертолёт, он рухнул в пригороде Воронежа селе Бабяково. В 120 км от Воронежа, в рабочем посёлке Таловая, «вагнеровцы» сбили вертолёт Ка-52. Также произошли бои в районе сёл Рогачёвка и Верхний Мамон.
В районе 12:20 в Воронеже загорелась нефтебаза после того, как наёмники пытались из ЗРК «Стрела-10» сбить вертолёт Ка-52 и промахнулись. Отклонение ракеты от вертолёта могло произойти в результате работы бортового комплекса радиоэлектронной борьбы Л-370 «Витебск». Также военные взорвали автомобильный мост над трассой «Дон» в 2 км от города Богучар, служивший развязкой между трассой и региональными дорогами. Возможно, при этом использовалась авиабомба ФАБ-500. В результате был повреждён проезжавший частный автомобиль, ранена семейная пара и ребёнок. Днём в Воронеже на территории парковки жилого комплекса «Озерки» (Левобережный район, микрорайон ВАИ) упал снаряд, было повреждено 11 автомобилей и асфальтовое покрытие.
6 июля рядом с селом Оськино были обнаружены двое убитых мужчин в военной форме. Задержанный 17 июля подозреваемый во время допроса рассказал, что он сам является бойцом ЧВК «Вагнер», и признался, что эти двое — его сослуживцы, убитые 24 июня за отказ участвовать в мятеже.

### Липецкая область
Утром 24 июня власти Липецкой области приняли решение об отмене в регионе всех массовых мероприятий, чуть позже призвали граждан «для обеспечения правопорядка и безопасности» не покидать свои дома «без острой необходимости» и «воздержаться от любых поездок на личном или общественном транспорте». Колонна ЧВК «Вагнер», двигавшаяся по трассе М4 в сторону Москвы, была замечена около полудня. Около 15:00 мск стало известно, что колонна или колонны, в которых, по разным данным, могло быть от 150 до 400 единиц техники, проехали через Елец. Также колонны были замечены в селе Красное. По данным издания «Вёрстка», наёмники пытались, не входя в Липецк, обойти его по местным региональным дорогам. По распоряжению властей мост через Дон был перекрыт БелАЗом, а участки некоторых дорог были намеренно разрушены экскаваторами.

### Московский регион
Утром 24 июня мэр Москвы Собянин и губернатор Московской области Воробьёв заявили о проведении в городе и области антитеррористических мероприятий. Позже НАК объявил о введении в Москве, Подмосковье и в Воронежской области режима контртеррористической операции.
В Москве 24 июня были отменены многие публичные мероприятия. Зрителей, пришедших на дневные спектакли и концерты, попросили покинуть зал. Аналогичным образом посетителям пришлось покинуть залы Третьяковской галереи и выставочного зала «ГЭС-2». Крупные мероприятия, назначенные на 25 число (такие, как «Международный день йоги» в парке Царицыно) были перенесены.
В Московском регионе было ограничено движение на мостах через реку Оку: на 118-м км трассы М-4 «Дон», на 115-м км трассы М-5 «Урал», на 103-м км трассы М-2 «Крым».
По данным главы фонда «Русь Сидящая» Ольги Романовой, в связи с мятежом в СИЗО № 5 и № 2 в Москве произошли бунты заключённых.
По данным «Системы», расследовательского проекта «Настоящего времени» и Радио «Свобода», по меньшей мере три борта специального летного отряда «Россия» вылетели из Москвы в сторону Санкт-Петербурга:
- президентский Ил-96 с бортовым номером RA-96022 начал снижение в районе Твери, после чего выключил транспондер и пропал с радаров. Это может свидетельствовать о том, что борт направляется на военный аэродром Хотилово-2, который расположен недалеко от резиденции Валдай. По данным «Важных историй», на президентском Ил-96 с бортовым номером RA-96022 установлено оборудование для управления Вооружёнными силами[88];
- Ту-214 с бортовым номером RA-64520, направлявшийся в сторону Санкт-Петербурга[88];
- Airbus A319 с бортовым номером RA-73025 приземлился в аэропорту Пулково в 15:01. Ранее этим бортом пользовался глава российского МИД Сергей Лавров[88].

Пресс-секретарь президента России Дмитрий Песков в комментарии агентству ТАСС заявил, что Путин «работает в Кремле».
Также, появилась информация об отлёте из Москвы самолётов с премьер-министром РФ Михаилом Мишустиным и вице-премьером Денисом Мантуровым. Позже пресс-служба Мишустина сообщила, что премьер — на рабочем месте и проводит совещания с членами правительства. Данные о местонахождении Мантурова, чей самолёт, по данным телеграм-каналов, улетел в Турцию, у «Системы» отсутствовали.
Кроме того, стало известно, что заместитель президента в Совете безопасности Дмитрий Медведев улетел в Оман.

### Другие регионы
24 июня в Санкт-Петербурге по адресам, связанным с Пригожиным, — «Вагнер-Центра», офиса медиагруппы «Патриот» на Приморском проспекте и элитного коттеджного посёлка «Северный Версаль» — пришли с обысками силовики. Также в рамках обысков в принадлежащем Пригожину отеле «Трезини» в Академическом переулке силовики изъяли из трёх машин 4 млрд рублей, которые, по словам Пригожина, предназначались на выплаты наёмникам ЧВК «Вагнер» и родственникам погибших. В аэропорту Пулково были опечатаны арендованные структурами Пригожина самолёт и вертолёт. 4 июля российская «Фонтанка» написала, что Пригожину вернули найденные 10 млрд руб.
Днём 24 июня губернатор Калужской области Владислав Шапша сообщил об ограничении движения машин в регионе с соседними субъектами: с Тульской, Брянской, Орловской и Смоленской областями. Ограничения не затронули только связь с Подмосковьем.
Также 24 июня в нескольких регионах России отменили все массовые мероприятия.

## Окончание мятежа
Вечером 24 июня пресс-служба Александра Лукашенко заявила, что Пригожин принял предложение Лукашенко об остановке движения «Вагнера» на территории России и дальнейших шагах по деэскалации напряжения. Было заявлено, что на тот момент есть проект урегулирования ситуации с ЧВК «Вагнер», с гарантиями безопасности для её бойцов. К этому привели переговоры Лукашенко и Пригожина, которые велись по согласованию с Путиным.

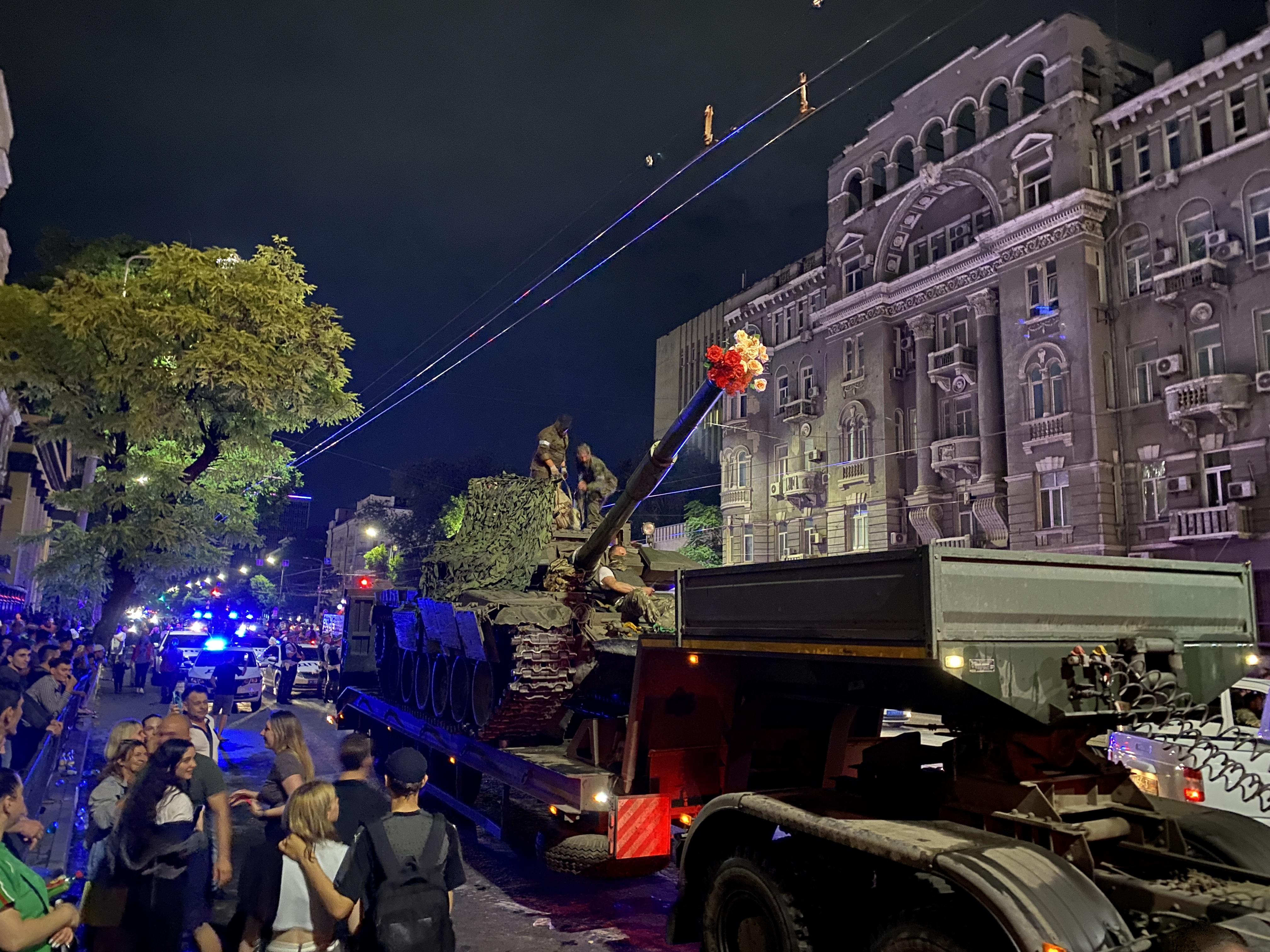
Танк с цветами в пушке на Будённовском проспекте в Ростове-на-Дону после окончания мятежа

Пригожин также заявил об отступлении: 
ЧВК «Вагнер» хотели расформировать. За сутки мы прошли, не доходя 200 километров, до Москвы. За это время мы не пролили ни одной капли крови наших бойцов. Сейчас наступил тот момент, когда кровь может пролиться. Поэтому, понимая всю ответственность за то, что будет пролита русская кровь с одной из сторон, мы разворачиваем свои колонны и уходим в обратном направлении в полевые лагеря согласно плану.
Дмитрий Песков в беседе с журналистами заявил, что уголовное дело о военном мятеже, возбуждённое в отношении Евгения Пригожина, будет прекращено, а сам основатель ЧВК Вагнера «уйдёт» в Беларусь. Наёмников ЧВК Вагнера, участвовавших в мятеже, преследовать не будут ввиду их «заслуг на фронте». Бойцы вернутся в свои лагеря, и часть из них, если пожелает, подпишет контракты с Минобороны РФ. Юристы отмечают, что прекращение уголовного дела незаконно, как и само существование ЧВК, что впоследствии признал и Путин. Песков уточнил, «что любые военные перестановки являются исключительно решением Путина и вряд ли обсуждались в ходе переговоров».
25 июня воронежский губернатор сообщил, что подразделения ЧВК «Вагнер» покидают в штатном порядке территорию области.
Мятеж был прекращён после заключения сделки с участием президента Беларуси Александра Лукашенко. 27 июня 2023 года, по его словам, Евгений Пригожин прибыл в Беларусь. Согласно заявлению ФСБ, участникам мятежа грозило уголовное преследование, но дело было закрыто. Для этого воспользовались статьёй 31 УК РФ о добровольном отказе от преступления. Но в ней говорится, что если вменяемое человеку преступление не доведено до конца, но он успел совершить преступление по другой статье УК, расследование должно быть продолжено.
The Telegraph в своей статье пишет, что, по данным разведки Великобритании, мятежные силы составляли около 8 тыс. человек и, вероятно, были бы разбиты при попытке захвата Москвы, а Пригожин прекратил мятеж после угроз членам семей руководителей ЧВК Вагнер.
Владимир Путин 26 июня заявил, что по желанию, бойцы «Вагнер» могут уехать в Беларусь, вернуться домой, или остаться в зоне боевых действий.

## Поддержка мятежа
24 июня 2023 года в своей ежедневной сводке военная разведка Великобритании отмечала, что «имея очень ограниченные доказательства боевых действий между вагнеровцами и российскими силами безопасности, некоторые, вероятно, молчаливо согласились с „Вагнером“».
Так называемые «Российские резервные силы Шторм-Z», созданные Минобороны РФ из заключённых, опубликовали видео в поддержку Пригожина и заявили, что готовы перейти на его сторону. После объявления об остановке мятежа они обвинили Пригожина в предательстве их общего дела и интересов.
По данным главы фонда «Русь Сидящая» Ольги Романовой, во время мятежа произошли бунты в трёх точках мест лишения свободы: ИК-2 в Ростове-на-Дону, СИЗО № 5 и № 2 в Москве.

## Потери сторон
По данным OSINT-проекта Oryx, за 24 июня правительственные войска потеряли 9 единиц техники. Были сбиты самолёт-командный пункт Ил-22М с 10 людьми на борту и шесть вертолётов, среди которых один вертолёт Ми-8, три вертолёта радиоэлектронной борьбы Ми-8МТПР-1, один ударный вертолёт Ми-35М и один вертолёт Ка-52 «Аллигатор». Кроме того, «вагнеровцы» захватили автомобиль с защитой от мин и засад КамАЗ-435029 «Патруль-А» и бронеавтомобиль «Тигр-М». ЧВК «Вагнер» потеряли только пикап УАЗ-23632-148-64 с установленным на нем пулемётом ДШК.
Во время мятежа ЧВК «Вагнера» погиб экипаж самолёта Ил-22. По словам корреспондента Первого канала Ирины Куксенковой, когда Пригожина спросили о самолёте, он якобы заявил: «Дурак пэвэошник в колонне всё взлетающее сбивал». Куксенкова также отметила, что олигарх согласился выплатить 50 млн рублей компенсации родственникам погибших лётчиков.
Сетевое издание «Ридовка» утверждало, что погибли 15 военнослужащих, в основном военные лётчики. Telegram-канал «Рыбарь» отмечал, что погибли более 20 летчиков, которые находились на бортах сбитых 7 самолётов и вертолётов. Telegram-канал Fightbomber объявил о 13 погибших.

## Реакция в России
Как сообщает Русская служба Би-би-си, если ранее российские власти неохотно реагировали на публичные конфликты ЧВК «Вагнер» с министерством обороны, то ситуация с мятежом привела к «беспрецедентной реакции» с их стороны. Российская пропаганда в начале по большей части игнорировала мятеж, доступ к новостям Google был заблокирован, Яндекс поиск был изменён и, например, результаты по «Евгений Пригожин» не выдавались.
В то же время в русскоязычной Википедии была создана статья «Мятеж ЧВК „Вагнер“» с подробным описанием событий. Статья включала новые события по мере их поступления. Статья ссылалась на источники, названные правительством РФ «иностранными агентами» за их несоответствие «линии партии», источники из США, и российские государственные СМИ. В первый день статью просмотрели более 270 тысяч раз.
24 июня глава Чечни Рамзан Кадыров назвал мятеж «гнусным предательством», а также сообщил, что бойцы «Минобороны и Росгвардии по Чеченской Республике уже выехали в зоны напряжённости».
Патриарх Кирилл призвал «одуматься тех, кто, взяв в руки оружие, готов направить его против своих собратьев».
Российский оппозиционер Михаил Ходорковский призвал россиян поддержать главу ЧВК «Вагнер». Он заявил, что важно поддержать «хоть чёрта», если он решит бросить вызов Кремлю. Также в поддержку мятежа Пригожина высказались Русский добровольческий корпус (воюют на стороне ВСУ), ДШРГ «Русич» (воюют на стороне России) и лидер Движения Националистов Владимир Басманов.
На фоне вооружённого конфликта между ЧВК «Вагнер» и Минобороны крупное снижение показал российский рынок акций. Крупнейшие банки России резко повысили курс обмена валюты. Ниже всего оценивал рубль «Росбанк»: банк продавал 24 июня доллар за 105 рублей и евро — за 115 рублей. Самым низким был курс в государственном Промсвязьбанке — 84,87 и 93,06 рубля, соответственно.
Отмечен ажиотаж 24 июня — россияне снимали значительные суммы в рублях и искали иностранную валюту в 15 регионах России. В среднем спрос на иностранную валюту и наличные деньги вырос в этот день примерно на 30 %, но в южных регионах, где произошёл мятеж, и в крупных городах спрос резко вырос на 70-80 %, согласно обновлённой информации первого вице-премьера Андрея Белоусова. Цены на авиабилеты из Москвы также взлетели для таких направлений, как Белград, Стамбул и Дубай.
Мэр Москвы Сергей Собянин объявил понедельник 26 июня нерабочим днём.
В Ростове-на-Дону временно закрыли все рестораны сети быстрого питания «Вкусно — и точка».
Сразу в нескольких городах России прошли рейды оперативников и сотрудников ФСБ в поисках бывших и действующих бойцов ЧВК «Вагнер». Об этом «Важным историям» рассказали родственники «вагнеровцев».

## Международная реакция
Военная разведка Великобритании 24 июня дала следующую оценку ситуации: «В ближайшие часы лояльность российских сил безопасности, и особенно российской Национальной гвардии, будет ключом к тому, как будет развиваться этот кризис. Это представляет собой самый значительный вызов российскому государству за последнее время».
Представитель Совета национальной безопасности США Адам Ходж в беседе с «Голосом Америки» заявил: «Мы следим за ситуацией и будем консультироваться с союзниками и партнёрами по этим событиям». Схожую позицию опубликовали пресс-секретарь НАТО Оана Лунгеску, Федеральное правительство Германии, президент Румынии Клаус Йоханнис и Елисейский дворец, отметив первоочерёдную сосредоточенность на поддержке Украины. Спустя время президент США Джо Байден заявил, что американские власти не имеют отношения к мятежу Пригожина: «Мы ясно дали понять, что мы не причастны, мы не имеем к этому никакого отношения. Это часть борьбы внутри российской системы».
Председатель Европейского совета Шарль Мишель заявил, что он «внимательно следит» за ситуацией в России и находится в контакте с другими лидерами Европейского союза и партнёрами по G7. Он указал, что «это явно внутренний вопрос России» и добавил, что поддержка ЕС Украины и президента Владимира Зеленского остаётся «непоколебимой». Жозеп Боррель отметил: «Тревожно наблюдать, что такая ядерная держава, как Россия, может войти в фазу политической нестабильности. Самый главный вывод такой: войну против Украины развязал Путин, и монстр, сотворённый Путиным в лице „Вагнера“, кусает его самого. Монстр восстал против своего создателя». Генеральный секретарь НАТО Йенс Столтенберг отметил: «События минувших выходных — это внутреннее дело России и ещё одна демонстрация большой стратегической ошибки, которую совершил президент Путин, незаконно аннексировав Крым и начав войну против Украины».
Премьер-министр Великобритании Риши Сунак заявил, что внимательно следит за ситуацией в России и поддерживает связь с союзниками, поскольку Москва столкнулась с первым вооружённым восстанием за последние десятилетия. В комментарии журналистам он отметил, что его главной заботой является безопасность мирных жителей, и призвал все стороны действовать ответственно. Министерство иностранных дел Великобритании предупредило о риске беспорядков по всей России в обновлённых рекомендациях для граждан страны, находящихся на территории РФ. В то же время оно указало на нехватку «доступных вариантов перелёта для возвращения в Великобританию».
Президент Украины Владимир Зеленский заявил: «Россия долго маскировала пропагандой свою слабость и глупость своего правления. А теперь хаоса уже столько, что никакой ложью его не скроешь. И всё это — один человек, который снова и снова пугает 1917 годом <…> Чем дольше Россия будет держать свои войска и наёмников на нашей земле, тем больше хаоса, боли и проблем для себя же потом получит». Советник руководителя Офиса президента Украины Михаил Подоляк в своём «Твиттере» написал: «В России всё только начинается. Раскол между элитами слишком очевиден. Соглашаться и делать вид, что всё улажено, не получится». В интервью «Настоящему времени» он рассказал, что Украина не причастна к восстанию, участвуя только в тех действиях, которые проводятся в рамках наступательных операций ВСУ, и что руководство Киева смотрит на событие «с симпатией».
Президент Польши Анджей Дуда провёл консультации о ситуации с премьер-министром, министерством обороны и союзниками. Официально было заявлено: «Ход событий за пределами нашей восточной границы отслеживается на постоянной основе».
В офисе главы итальянского правительства Джорджии Мелони сообщили: «Премьер-министр Мелони внимательно следит за событиями в России, которые показывают, что нападение на Украину вызывает нестабильность внутри России».
Эстония усилила охрану границ и призвала людей не ездить ни в одну часть соседней России. Премьер-министр Эстонии Кая Каллас заявила, что прямая угроза со стороны России для страны отсутствует.
Президент Латвии Эдгарс Ринкевичс объявил, что Латвия не будет выдавать гуманитарные или другие типы виз в связи с мятежом.
Президент Грузии Саломе Зурабишвили на экстренном брифинге потребовала от премьер-министра немедленно созвать Совет безопасности, отметив, что на её запросы отреагировали только в командовании Сил обороны. Запросы президента проигнорировали в МВД и СГБ. Она озвучила несколько пунктов, которые считает важными:
- ужесточить пограничный контроль и пересмотреть визовый режим;
- контролировать въезжающих через списки подсанкционных лиц;
- в обществе не должен существовать информационный вакуум о мерах, принимаемых властями для защиты безопасности страны;
- нельзя допустить, чтобы в Абхазии и Южной Осетии разжигались неуместные страхи среди населения. Грузия не собирается возвращать территории силой — это должны знать в Цхинвали и Сухуми.

Сенатор США от Флориды Марко Рубио заявил в «Твиттере», что мятеж «будет иметь значительные и потенциально исторические последствия», а также отметил, что тот, кто контролирует Ростов-на-Дону, контролирует бо́льшую часть поставок российским войскам на Украине.
Согласно сообщению пресс-секретаря Кремля Дмитрия Пескова, на фоне мятежа Владимир Путин провёл телефонные переговоры с лидерами Казахстана, Узбекистана и Беларуси. Пресс-служба президента Казахстана, комментируя это сообщение, заявила: «Касым-Жомарт Токаев отметил, что происходящие события — это внутреннее дело России».
Издание «Reform.by» со ссылкой на данные сервиса radarbox.com отметило, что правительственный самолёт Canadair CL-600−2B19 Challenger 850 с номером EW-301PJ, который используют высокопоставленные белорусские чиновники, а также члены семьи Александра Лукашенко, в 00:01 ночи 24 июня вылетел из Минска в Турцию.
Совет Безопасности Республики Беларусь провёл заседание, по итогам которого опубликовал заявление: «Мы призываем к голосу разума. В это трудное время все, кто сегодня вовлечён в недопустимое противостояние внутри единого в своих целях воинского братства, нужны там, где решается будущее славянского мира, судьба миллионов наших людей».
Член оппозиционного Объединённого переходного кабинета Беларуси по вопросам обороны и национальной безопасности Валерий Сахащик обратился к белорусским военным, призвав их объединиться, чтобы «спасти страну». По его словам, вместе с военным мятежом ЧВК «Вагнер» началась активная фаза распада России, а пророссийский путь, по которому Беларусь вёл Александр Лукашенко, завёл страну в тупик. Он заявил: «Либо мы используем этот исторический шанс и станем преуспевающей европейской страной, либо мы потеряем всё — и само название Республика Беларусь останется только в книжках».
Белорусская оппозиция в изгнании провела экстренное заседание в связи с ситуацией. По его итогам создан оперативный штаб. Он решил призвать все белорусские демократические организации и добровольцев, воюющих на Украине, выработать «совместный план действий и обороны суверенитета Беларуси». Полк имени Кастуся Калиновского в официальном сообщении объявил о «благоприятных условиях для уничтожения диктатуры, которые быстро приближаются». В том же сообщении было заявлено, что «эта гражданская война не наше дело». Кроме того, отмечалось: «Каждый город, каждый микрорайон и каждая улица должны быть готовы контролировать свою территорию и поддерживать порядок. Военные, резервисты, белорусы, ждите нашего сигнала, свобода идёт».
По данным «Рейтер», в Сирии на момент мятежа находилась от 250 до 450 бойцов ЧВК «Вагнер», что составляло около 10 % от общего числа российских военных в стране. Чтобы не допустить распространения восстания, власти Сирии приняли ряд мер, направленных на обезвреживание представителей ЧВК «Вагнер»:
- В местах расположения «вагнеровцев» Военная разведка Сирии отключила телефонную связь и интернет;
- Около дюжины командиров «вагнеровцев» привезли на российскую военную базу Хмеймим, где их поставили перед выбором: подписать контракты с Минобороны России или незамедлительно покинуть страну.

В последующие после мятежа дни несколько десятков человек, отказавшихся подписать контракты, были, по данным источников «Рейтер», вывезены в Россию. Зарплаты наёмников были также сокращены.

## Итоги и последствия
Уезжая вечером 24 июня из Ростова-на-Дону, Пригожин заявил: «Нормальный результат. Всех взбодрили».
Региональные власти начали снимать часть ограничений, введённых из-за мятежа. Власти Воронежской и Липецкой областей сообщили о возобновлении штатного движения автобусов, было восстановлено движение по трассе между Таганрогом и Ростовом-на-Дону. Сняты также ограничения на трассах в Краснодарском крае и Калужской области. В мэрии Ростова-на-Дону также сообщили, что техника «вагнеровцев» повредила более 10 тысяч квадратных метров дорожного полотна в городе, и пообещали отремонтировать его за два дня.
25 июня командир подразделения «Ахмат» Апти Алаудинов сообщил, что бойцы батальона стали возвращаться из Ростовской области на Украину. Накануне бойцов «Ахмата» отправили в Ростов-на-Дону «для проведения контртеррористической операции против участников мятежа».
Глава комитета Госдумы РФ по обороне Андрей Картаполов объявил 25 июня, что Госдума работает над законом, который будет регулировать деятельность частных военных компаний, но подчеркнул, что нет необходимости запрещать группу Вагнера, поскольку это «самое боеспособное подразделение в России». Сообщения Картаполова по освобождению ЧВК «Вагнер» от ответственности и отделению их от Пригожина могут говорить о желании российского правительства продолжать использовать личный состав «Вагнера» в том или ином виде.
Путин 26 июня заявил, что бойцы Вагнера, которые стремятся продолжать служить России, могут подписать контракт с Министерством обороны или другими российскими спецслужбами, уйти в отставку и вернуться домой или отправиться в Беларусь.
27 июня Лукашенко в интервью указал, что Путин «пообещал» и ему, и Пригожину, что Пригожин и группа Вагнера будут пользоваться неуказанными «гарантиями безопасности» в Беларуси. Также ФСБ официально сняла обвинения с Пригожина 27 июня.
Роскомнадзор заблокировал доступ к сайтам РИА ФАН, «Политика Сегодня», «Народные новости» и других СМИ, связанных с «фабрикой троллей». C 30 июня также прекратила работу связанная с Пригожиным соцсеть ЯRUS.
Путин сообщил в своём интервью, что владелец компании «Конкорд» Е. В. Пригожин получил 80 миллиардов рублей в период с мая 2022 года по май 2023 года за продукты питания российским военным, и что Кремль будет расследовать, украла ли компания что-либо во время своей работы на правительство. Слова Путина могут быть подготовкой к тому, чтобы оправдать конфискацию Кремлём активов Пригожина по обвинению в коррупции. Связанные с Кремлём олигархи, возможно, приобретают медиа-империю Пригожина, вероятно, в рамках продолжающихся действий властей по разрушению его репутации. Российское независимое издание The Bell со ссылкой на источники, сотрудничающие с компаниями Пригожина, сообщило, что администрация президента России, скорее всего, будет иметь прямой контроль над медиаактивами Пригожина. Источники отметили, что Юрий Ковальчук может приобрести активы медиахолдинга «Патриот» Пригожина и новостного издания РИА ФАН для своей «Национальной медиагруппы». Издание Mash 30 июля сообщило, что Евгений Пригожин распустил медиахолдинг «Патриот», базирующийся в Санкт-Петербурге. Российские источники утверждали, что Пригожин лично объявил о роспуске медиахолдинга и уволил всех его сотрудников.
Несколько дней группа Вагнера ещё вербовала бойцов для войны на Украине по всей России.
По состоянию на 5 июля местонахождение Пригожина было неизвестно. Ещё 27 июня президент Беларуси Лукашенко заявил о том, что Пригожин прибыл в Беларусь, однако 6 июля он, по его же словам, уже находился в Санкт-Петербурге.
Французская газета Liberation утверждала о встрече 1 июля Владимира Путина с Евгением Пригожиным и 34 командирами ЧВК. 10 июля пресс-секретарь Дмитрий Песков сообщил журналистам, что такая встреча состоялась 29 июня. При этом непосредственно 29 июня Пескова тоже спрашивали про местонахождение Пригожина — но тогда он уверял, что в Кремле не знают, где он находится.
Вмешательство президента Беларуси Александра Лукашенко в разрешение политического кризиса, вызванного мятежом Пригожина, породило интернет-мем Картофельный Спас.
13 июля Путин сообщил, что во время переговоров c командирами «Вагнера», предложил им продолжить службу под руководством командира с позывным Седой, на что Пригожин ответил отказом.
Сами наёмники заявили, что база ЧВК в Молькино в Краснодарском крае прекратит своё существование 30 июля. По информации ДШРГ «Русич», лишь около 10 наёмников ЧВК решили подписать контракт с Минобороны.
23 августа 2023 года, ровно через два месяца после мятежа, самолёт, на котором находились Пригожин и глава ЧВК «Вагнер» Дмитрий Уткин, разбился в Тверской области.

### Перемены в Минобороны и Росгвардии
Мятеж выявил разногласия и вызвал перестановки в вооружённых силах РФ. После мятежа Путин оставил Шойгу и Герасимова на своих местах. В прессе появились сообщения о задержании Суровикина. По сообщениям WSJ, он находится[когда?] под стражей, его неоднократно допрашивали. Кроме него, в связи с мятежом задержали как минимум 13 старших офицеров, включая генералов Юдина и Алексеева, которых отстранили, а также генерала Мизинцева.
Начальник штаба «Вагнера» Андрей Трошев («Седой») ещё до смерти Пригожина перешёл в ЧВК «Редут» и стал её руководителем. В конце сентября 2023 года Путин поручил Трошеву формировать «добровольческие подразделения» для войны в Украине.
Виктор Золотов 27 июня сообщил, что Росгвардия получит тяжёлое вооружение и танки. В заявлении указывалось, что Кремль пытается решить проблемы с безопасностью режима, возникшие во время восстания Пригожина 24 июня, такие как неспособность или нежелание российских сил отразить наступление мятежников на Москву. Передача тяжёлой военной техники Росгвардии будет означать, что российские войска на Украине недополучат дополнительную бронетехнику. Минобороны также объявило 27 июня о подготовке к передаче тяжёлой военной техники группы Вагнера неуказанным подразделениям Вооружённых сил России. Эта передача лишит силы Вагнера тяжёлой бронетехники и будет означать, что Минобороны стремится распустить ЧВК и интегрировать их в регулярные подразделения, чтобы свести к минимуму риск любых повторных попыток мятежа по инициативе их командиров. Объявленная передача техники также говорит о том, что силы «Вагнера» вряд ли в ближайшее время развернутся для укрепления линии фронта в Украине до их реорганизации. 12 июля Минобороны сообщило о завершении приёма вооружения и военной техники от подразделений ЧВК «Вагнер». Заявлялось о получении более двух тысяч единиц техники и вооружения, в том числе танки Т-90, Т-80, Т-72Б3, реактивные системы залпового огня «Град» и «Ураган», ЗРК, гаубицы и другое вооружение. Кроме того, российские силы получили более 2,5 тысячи тонн различных боеприпасов и около 20 тысяч единиц стрелкового оружия. По утверждению представителя Минобороны РФ Игоря Конашенкова, техника переброшена в тыловые районы для проверки и ремонта. Десятки единиц техники не использовались во время вторжения. В Госдуму внесли законопроект о праве Росгвардии иметь тяжёлое вооружение.

## Оценки
По мнению политолога Кирилла Рогова пригожинский мятеж потряс российский политический ландшафт, нанеся удар по мифу «путинской стабильности». В то же время сам мятеж — его скоротечность и внезапный конец — оставили наблюдателей в полном недоумении. Попытки ответить на вопрос «Что это было?» в условиях российской деполитизации приводили к конспирологическим версиям.
Кирилл Рогов пришёл к выводу, что больше всего мятеж Пригожина похож на африканские мятежи, большинство которых подчинены чёткой логике и не направлены на захват власти. Как правило, речь идёт о недовольстве солдат и младших офицеров своим положением (жалованием, условиями службы, местом в армии или системе власти). Мятеж является способом заявить политическому руководству об этом недовольстве, вступить с ним в коммуникацию через головы высших командиров, коррупцией в среде которых мятежники и объясняют несправедливое отношение к себе. Политолог Мэгги Дуайер (Maggie Dwyer) отмечала природу таких мятежей — мятежники стремятся избежать его и избегают в более чем половине случаев, хотя угроза насилия является неотъемлемой частью мятежа. Такое сравнение объясняет и внезапное окончание пригожинского мятежа. Его африканский паттерн предполагал не боевые действия, но лишь демонстрацию угрозы. Такое объяснение выглядит тем убедительнее, если вспомнить, что основной сферой деятельности Пригожина в последние годы была как раз Африка, а основной базой там — Центральноафриканская Республика. Согласно базе данных всех переворотов и их попыток с 1945 по 2022 год, ЦАР (наряду с Афганистаном) является чемпионом по военным мятежам: четыре случая с 2001 года, историю которых Пригожин мог узнать от непосредственных участников событий.
По мнению Meduza, президент Владимир Путин практически самоустранился от разрешения кризиса; 24 июня в 14:16 МСК его самолёт — спецборт Ил 96-300ПУ вылетел из Москвы в направлении Санкт-Петербурга (неизвестно, был ли Путин на борту). Журналисты «Медузы» отмечают, что силовые структуры РФ во время мятежа выглядели растерянными.
Политолог Джеймс Хьюз считает, что, хотя и факт случившегося неудавшегося восстания может выглядеть и оценивается прессой как ослабление Путина и его режима, возможно, на самом деле восстание только усилило страхи о возможном кризисе режима из-за поражений на поле боя с Украиной.
По данным соцопросов Левада-центра, отношение к Пригожину сразу после мятежа резко ухудшилось, около 20 % опрашиваемых отнеслась к нему с сочувствием. Особенно высок уровень сочувствия среди мужчин.
По мнению психологов, импульсивность Пригожина оказалась близка состоянию многих россиян спустя полтора года после вторжения в Украину. «Он валидирует их переживания, подтверждает обоснованность злости и разочарования. Причём речь идёт как про эмоции людей, поддерживающих войну, так и людей с антивоенной позицией». Такой активный интерес ростовчан к вооружённым людям в центре города мог быть физиологической реакцией на стресс — такой же естественной, как попытки быстрее покинуть город. Социолог Асмик Новикова, эксперт Фонда «Общественный вердикт», считает, что симпатии к Пригожину и ЧВК «Вагнер» обусловлены ещё и тем, что, в отличие от официальных властей с «прочным налётом сакральности», они практически проявили себя как власть альтернативная: «достижимая, понятная, правдолюбивая».

### ISW
Институт изучения войны (ISW) в своих ежедневных отчётах с 24 по 27 июня даёт крупный аналитический разбор мятежа Пригожина.
Евгений Пригожин ошибался, полагая, что получит поддержку Путина в военном мятеже против МО РФ, учитывая сложные отношения российского президента с министром обороны. Эксперты ISW считают поддержку Пригожина со стороны Путина маловероятной. В последнее время Путин стал более благосклонен к руководству Минобороны, а реакция Кремля на действия Пригожина свидетельствует об осуждении мятежа в окружении Путина.
Независимое владение своей ЧВК «Вагнер» для Пригожина являлось важным элементом по становлению его как ключевой фигуры в российском националистическом обществе. Пригожин пользовался военными успехами своей ЧВК в Бахмуте, тем самым зарабатывая себе большое влияние. Минобороны приказало бойцам ЧВК «Вагнер» подписать контракты с министерством обороны для полного подчинения, и, вероятно, этот шаг был предпринят, чтобы воспользоваться возможностью ослабления влияния Пригожина с дальнейшим включением бойцов ЧВК в ряды ВС РФ.
Подчинение «Вагнера» министерству обороны означало бы потерю Пригожиным контроля над личной военной структурой и возможности избегания последствий резких публичных заявлений в адрес руководства Минобороны. Сообщается, что Минобороны выдвинуло «Вагнеру» ультиматум: подчинение Минобороны или признание нахождения ЧВК в зоне боевых действий на Украине незаконным. Минобороны категорически отвергло возможность создания собственных контрактов у «Вагнера». Ввиду данных факторов и безвыходного положения Пригожин, вероятно, избрал путь активного сопротивления.
Пригожин просчитался, поскольку его предполагаемый союзник — Суровикин, призвал солдат ЧВК не выполнять приказы Пригожина. Отказ Суровикина является серьёзным ударом по планам Евгения Пригожина, так как последний, исходя из своих заявлений, полагался на поддержку части военных российской армии в своих планах. Насильственное смещение сторонников Путина в Министерстве обороны (Шойгу и Герасимова) нанесло бы сильный ущерб стабильности и авторитету власти Путина.
Пригожин, возможно, также намеревался использовать захват штаб-квартиры ЮВО в качестве рычага давления в своём конфликте с Министерством обороны, и поэтому не отдавал приказа к штурму ставки Минобороны, который мог бы привести к серьёзным тактическим последствиям в Украине. Однако восстание Пригожина продемонстрировало, что российским войскам не хватает резервов во многих тыловых районах, и почти наверняка это подорвёт моральный дух российских войск в Украине.
Органы внутренней безопасности Кремля не смогли отреагировать на захват штаб-квартиры ЮВО частной армией Пригожина и проведение марша в направлении Москвы, и Вагнер, вероятно, мог бы достичь окраин Москвы, если бы Пригожин решил отдать на это приказ.
Наёмники Пригожина могли решиться вести длительные бои с российскими войсками за Москву. Ранее Пригожин, вероятно, стремился заручиться поддержкой части военных в своём восстании, но не смог, а действия Вагнера в отношении Москвы, вероятно, основывались на предположении, что военная поддержка укрепит силы и возможности восстания. Пригожин, возможно, стал более сговорчивым к предполагаемым переговорам с Лукашенко, поскольку эти недостаточные силы приближались к Москве, и это время истекало, чтобы заручиться необходимой военной поддержкой для потенциального вооружённого конфликта с Министерством обороны.
Пригожин обвинял высшее руководство Минобороны, но, в частности, не критиковал Путина. Пригожин, возможно, намеренно придумал свое оправдание, чтобы позволить Путину публично осудить Шойгу и Герасимова за военные неудачи на войне. Однако во время своего телевизионного выступления утром 24 июня Путин осудил Пригожина за инициирование вооружённого мятежа. Жёсткая позиция Путина указывает на то, что он по-прежнему лоялен к Министерству обороны России. Также наблюдалось, что Путин положительно относился к действиям МО РФ по подчинению нерегулярных формирований.
И Путин, и Пригожин стремились отвергнуть представление о восстании как о перевороте, при этом Путин пытался сохранить имидж прочности своего режима.
Вооружённое восстание Пригожина подорвало существующую к нему поддержку, вынудив представителей власти осудить действия Пригожина. Действия Пригожина также разозлили многих бойцов его военной компании и националистов, симпатизирующих ему, ввиду того, что он не довёл до конца попытку марша на Москву. Возможно «Вагнер» заранее готовился к маршу на Москву и намеревался спровоцировать эвакуацию высших чиновников и руководства из Москвы. Критика Пригожина, вероятно, отражает широко распространённое недовольство его сторонников в информационном пространстве, которые ранее поддерживали его мятеж. Предполагаемое соглашение, достигнутое Пригожиным с Лукашенко и Кремлем, вероятно вызовет недовольство сотрудников ЧВК Вагнера, поскольку по договору группировка перейдёт в подчинение Минобороны.
Пресс-служба президента Беларуси объявила, что Путин проинформировал Лукашенко о разворачивающейся ситуации на юге России утром 24 июня, предположив, что Путин обратился к Лукашенко для урегулирования вооружённого мятежа. Сообщается, что Лукашенко использовал свои собственные каналы для переговоров с Пригожиным. Сообщения о доступе Лукашенко к ранее установленным каналам и успешные переговоры с Пригожиным, вероятно, указывают на то, что Лукашенко имеет неопределённое влияние на Пригожина, которое он может использовать для разрешении ситуации. Лукашенко, скорее всего, будет стремиться использовать успешное решению конфликта для достижения своих целей, таких как отсрочка формализации проекта Союзного государства России и Беларуси или недопущение использования Путиным белорусских сил в Украине.
Предположения о том, что бунт Пригожина, реакция Кремля и посредничество Лукашенко были инсценированы Кремлем, по мнению ISW, являются абсурдными. Восстание обнажило слабость российских силовиков и продемонстрировало неспособность Путина своевременно использовать свои навыки для отражения внутренней угрозы и ещё больше подорвало его авторитет. Мятеж также продемонстрировал отсутствие военных резервов, которые почти полностью задействованы в боевых действиях в Украине, а также опасность опоры на призывников для защиты границ России. Неожиданность для Кремля действий Пригожина, в свою очередь, отражало слабую эффективность работы разведывательной службы — ФСБ.
Пригожин по-прежнему сохраняет[когда?] некоторую поддержку в российском обществе и российской армии, и Кремлю необходимо будет обеспечить, чтобы эти группы разочаровались в Пригожине, чтобы фактически лишить его народной поддержки в России. Путин, вероятно, решил, что он не может напрямую устранить Пригожина, не сделав его мучеником. Кремль, скорее всего, продолжит атаковать репутацию Пригожина, чтобы снизить его народную поддержку, отговорить бойцов Вагнера следовать за ним в Беларусь и ликвидировать владение им активами в России.